# آناهیت پریخانیان
آناهیت گوِرگی پریخانیان (ارمنی: ԱՆԱՀԻՏ ԳԵՈՐԳԻԻ ՓԵՐԻԽԱՆՅԱՆ; انگلیسی: Anahit Georgievna Perikhanian) (متولد ۲۴ آوریل ۱۹۲۸ در مسکو - درگذشت ۲۷ مه ۲۰۱۲ در سن‌پترزبورگ)، ایران‌شناس، متخصص در جامعه، تاریخ و فقه ساسانی ارمنی‌تبار اهل روسیه است.

## زندگی‌نامه
آناهیت در خانواده‌ای ارمنی‌تبار در مسکو به دنیا آمد. پدرش «گوُرگ پریخانیان»، مهندس برق و مادرش «آروسیاک»، پزشک بود. آناهیت پریخانیان در مسکو به مدرسه رفت و تحصیلاتش را در ارمنستان شوروی ادامه داد؛ چرا که پدرش به عنوان مدیر صنعت انرژی در آنجا منصوب شده بود. طی سال‌های ۱۹۴۵–۱۹۴۸، او به دانشکده تاریخ در دانشگاه دولتی ایروان رفت و در آنجا، درس‌های زبان پهلوی را زیر نظر پژوهشگر ایرانی-ارمنی، روبن آبراهامیان گذراند. از ۱۹۴۸ او دوره فوق لیسانس‌اش را در دانشگاه دولتی لنینگراد در دانشکده تاریخ باستان (Classics Department) گذراند و در ۱۹۵۱ فارغ‌التحصیل شد.
اولین مقاله پریخانیان، «یک سؤال دربارهٔ برده‌داری و کشاورزی در ایران عصر اشکانی» (به روسی: K voprosu o rabovladenii i zemledelii v Irane parfyanskogo vremeni) بود. در طی ۱۹۵۳–۱۹۵۵ او دوره کارشناسی ارشدش را زیر سرپرستی کامیلا ترِوِر گذراند. تز او بعدها با عنوان «ارتباطات معابد در آسیای صغیر و ارمنستان در سده چهارم پیش از میلاد تا سده سوم میلادی» (به روسی: Khramovye obĭedineniya Maloĭ Azii i Armenii v IV v. do n.e. – III v. n.e.) با ویراستاری وسوولود ایگورویچ آودیف در ۱۹۵۹ در مسکو منتشر گشت. در ۱۹۵۶، پریخانیان در مؤسسه خاورشناسی آکادمی علوم در مسکو استخدام شد و سه سال بعد در شاخه لنینگراد، استخدام شد. او از محقق مدعو به مقام کمک‌محقق ارشد (۱۹۷۴) و کمک‌محقق برجسته (۱۹۸۶) در دانشکده مطالعه «خاورنزدیک باستان» ارتقا یافت. در سال ۱۹۸۸، او بازنشسته شد.
حوزه علاقه دانشگاهی پریخانیان شامل تاریخ، لغت‌شناسی، روابط اقتصادی-اجتماعی، فقه و قانون ایران باستان و میانه، کتیبه‌های آسیای کوچک و خاورمیانه، زبان‌های میانه ایرانی‌ها، زبان ارمنی و زبان‌شناسی مقایسه‌ای هندو-اروپایی بود. ابتدای مطالعات او بر روی مدل پهلوی از قرارداد ازدواج (abar paymānag ī kadag-xwadāyīh) مقاله‌ای تحت عنوان “Obrazets pekhleviĭskogo brachnogo kontrakta” بود. نسخه اصلاح‌شده انگلیسی این متن با همکاری دیوید نیل مکنزی با نام  “The Model Marriage Contract in Pahlavi with an Addendum” منتشر شد. او همچنین در سرگشایی از 14 تکه پاپیروس زبان پهلوی از موزه ایالتی از موزه پوشکین هنرهای زیبا مسکو مشارکت داشت.
او که شاگرد ایگور م. دیاکونوف، پژوهشگر برجستهٔ روسی، بود، پژوهش بنیادین خود را در مورد کتاب حقوقی چالش‌برانگیز ساسانی، ماتِگانِ هزار دادِستان (دادنامهٔ ساسانی، ایروان، ۱۹۷۳) آماده کرد که یک سال بعد در لنینگراد به عنوان رسالهٔ دکتری از آن دفاع شد. این پژوهش باعث شد که پریخانیان به طور کلی به عنوان مرجعی در حقوق و فقه ساسانی شناخته شود. بیست و چهار سال بعد، نسخهٔ اصلاح‌شدهٔ کتاب حقوق ساسانی توسط نینا گارسوئیان به انگلیسی ترجمه شد (کتاب هزار داوری، ۱۹۹۷). در یک نقد، ع. ش. شهبازی این اثر را برای همهٔ دانشجویان مطالعات ایرانی ضروری ارزیابی کرد. پریخانیان به مطالعهٔ بیشتر رویه‌های حقوقی ایران، به ویژه نهادهای اجتماعی و اداری دوره‌های اشکانی و ساسانی پرداخت. کتاب او با عنوان «جامعه و حقوق ایران در دوره‌های اشکانی و ساسانی» (مسکو، ۱۹۸۳) تفسیری مستند و بسیار آموزنده در مورد فقه و اصطلاحات حقوقی ایران بر اساس منابع ایرانی و غیرایرانی ارائه می‌داد. در همان زمان، او مأمور به نوشتن فصل «جامعه و حقوق ایران» برای تاریخ کمبریج ایران (جلد سوم، بخش دوم، ۱۹۸۳) شد. سهم او در حقوق و جامعهٔ ایران، و همچنین در زبان‌شناسی تطبیقی ایران، توسط افرادی مانند و. ب. هنینگ، ژ. دو مناس، ه. س. نیبرگ، د. ن. مکنزی، ا. تفضلی و ف. وهمن بسیار مورد تقدیر قرار گرفته است. در سال ۱۹۹۵، پریخانیان توسط مرکز مطالعات ایرانی دانشگاه کلمبیا برای ارائهٔ مجموعه‌ای از سخنرانی‌ها با موضوع «حقوق مالکیت ایران در دورهٔ ساسانی» دعوت شد.
پریخانیان در خوانش کتیبه‌های آرامی یافت شده در ارمنستان مشارکت داشت. این موارد شامل کتیبه‌های گارنی، زنگه‌زور (توسط شاه آرتاشس یکم)، روی یک کاسهٔ نقره‌ای از سیسیان و روی یک گلدان لاجوردی از آرتاشات بود. مقالات اختصاص داده شده به این کتیبه‌ها اهمیت زیادی هم برای مطالعات ایرانی-ارمنی و هم برای مطالعات سامی داشتند. در یکی از مقالات او به طور گسترده به برخی از جنبه‌های گویش‌شناسی ایرانی میانه پرداخت و ویژگی وام‌واژه‌های ارمنی باستان از مدی میانه، فارسی میانه و پهلوی را توضیح داد.
آناهیت پریخانیان همچنین به تاریخ شرق‌شناسی روسی علاقه داشت. او با مطالعهٔ بایگانی‌های آکادمی روسیه، شرح کاملی از زندگی و آثار کارل گوستاو هرمان زالمان نوشت. او مقاله‌ای دربارهٔ واژگان روسی باستان با منشأ ایرانی نوشت و منشأ الفبای ارمنی را بررسی کرد.
پریخانیان با پیروی از ه. هوبشمان، ه. آجاریان و ا. بنونیست، به شدت در مطالعهٔ واژه‌نگاری و ریشه‌شناسی ارمنی مشارکت داشت. او در تعدادی از مقالات، تجزیه و تحلیل ریشه‌شناختی دقیقی از کلمات ارمنی باستان وام گرفته شده از زبان‌های ایرانی، به عنوان مثال، نام مکان‌های پایتاکاران و پارتاو، نام‌های شخصی سانتروک و ساسان، واژگان عمومی پاندوخت، سوخاک ارائه داد. کتاب او با عنوان «مطالبی برای فرهنگ ریشه‌شناسی ارمنی باستان، جلد اول» (ایروان، ۱۹۹۳) با بخشی در مورد لایهٔ مدی میانهٔ وام‌واژه‌های ایرانی در ارمنی باستان آغاز شد و ده‌ها کلمه از این دست را پوشش داد. این کتاب در سال ۱۹۹۵ جایزهٔ افتخاری «پری رومان و تانیا گیرشمان» از آکادمی کتیبه‌ها و ادبیات فرانسه را برای پریخانیان به ارمغان آورد.
آناهیت پریخانیان به عنوان ستونی از بالاترین استانداردهای علمی شناخته شد. او تسلط بسیار خوبی به بسیاری از زبان‌های شرقی، کلاسیک و اروپایی مدرن داشت و برخی از مقالات خود را به زبان فرانسه نوشت. علاوه‌بر پنج تک‌نگاشت ذکر شده، او مقالات مهم بسیاری در مجلات معتبر، مجموعه‌های ویرایش‌شده و جشن‌نامه‌ها نوشت. او سردبیر اجرایی دو کتاب بود: «طرحی از تاریخ ایران باستان» اثر م. م. دیاکونوف (مسکو، ۱۹۶۱)؛ و «کتاب کردار اردشیر پسر بابک» (ترجمهٔ اُ. م. چوناکووا، مسکو، ۱۹۸۷). آخرین مقالهٔ او به تفسیر نام پولیکیان‌ها، یک فرقهٔ مسیحی فرزندخواندگی که در ارمنستان و مناطق شرقی امپراتوری بیزانس شکوفا شد و ابتدا در میان مسیحیان ایرانی پدید آمد، اختصاص داشت. او ریشه‌شناسی این نام را از واژهٔ فارسی میانه و پهلوی «پاولیک» به معنای واقعی کلمه «پیرو پولس رسول» ردیابی کرد.
پس از بازنشستگی، پریخانیان در مؤسسه خانگی‌اش به راهنمای پژوهشگران روی آورد و در سال‌های ۲۰۰۱ تا ۲۰۰۲، او دربارهٔ زبان ارمنی باستان در بین هیئت‌علمی خاورشناسی دانشگاه دولتی سن‌پترزبورگ، سخنرانی کرد.

## آثار
- “Armeno-Iranica I,” in Izvestiya Akademii nauk Armyanskoĭ SSR (Obshchestvennye nauki), Yerevan, 1965, no. 11, pp. 89–94.
- “Pekhleviĭskie papirusy sobraniya GMII imeni A. S. Pushkina” (The Pahlavi papyri from the collection of the Pushkin State Museum of Fine Arts), Vestnik drevneĭ istorii, 1961, no. 3, pp. 78–93.
- “Arameĭskaya nadpis’ iz Zangezura (Nekotorye voprosy sredneiranskoĭ dialektologii)” (Aramaic inscription from Zangezur. Some questions of Middle Iranian dialectology), Istoriko-filologicheskiĭ zhurnal, 1965, no. 4, pp. 107-28; abridged version in French: “Un inscription araméene du roi Artašēs trouvée à Zanguézour (Siwnik‘),” Revue des études arméniennes 3, 1966, pp. 17-29.
- “Notes sur le lexique iranien et arménien” Revue des études arméniennes 5, 1968, pp. 9–30.
- “Sur arm. panduxt,” Revue des études arméniennes 6, 1969, pp. 1–14.
- “Agnaticheskiĭe gruppy v drevnem Irane,” Vestnik drevneĭ istorii, 1968, no. 3, pp. 28–53; tr. as “Agnatic Groups in Ancient Iran,” in Soviet Anthropology and Archeology, 1970, no. 9, pp. 3–49.
- “On Some Pahlavi Legal Terms,” in M. Boyce and I. Gershevitch, eds. , W. B. Henning Memorial Volume, London, 1970, pp. 349–57.
- “Arameĭskaya nadpis’ na serebryanoĭ chashe iz Sisiana” Istoriko-filologicheskiĭ zhurnal, 1971, no. 3, pp. 78–82; tr. “Inscription araméenne gravée sur une coupe d’argent trouvée à Sissian (Arménie),” Revue des études arméniennes 8, 1971, pp. 5–11.
- “Chastnye tselevye fondy v drevnem Irane i problema proiskhozhdeniya vakfa” (Private specialized funds in Ancient Iran and the problem of origin of waqf), Vestnik drevneĭ istorii, 1973, no. 1, pp. 3–25.
- “Contumace dans la procédure iranienne et les termes Pehlevis ha
- ašmānd et srāδ,” in Ph. Gignoux et A. Tafazzoli, eds. , Mémorial Jean de Menasce, Paris, 1974, pp. 305–18.
- “Notes étymologiques [II],” Revue des études arméniennes 20, 1986-87, pp. 37–46.
- “Une térm pour la “dot” en iranien et en arménien,” Revue des études arméniennes 20, 1986-87, pp. 47-53.
- “Arm. łakiš et la racine indoiranienne *ark-/*rak-,” Studia Iranica 17/2, 1988, pp. 131–40.
- “Vologaeses. Iran. *val(ә)- et ses dérivés en iranien et en arménien,” Orientalia Suecana 45-46, 1996-97, pp. 115–22.
- “Deux notes sur une inscription araméenne d’Artaxata et sur l’arménien t‘armatar,” in J. -P. Mahé and R. W. Thomson , eds. , From Byzantium to Iran. Armenian Studies in Honour of Nina G. Garsoïan, Atlanta, 1997, pp. 269–80.
- “Une terme énigmatique: m. -perse mgwh,” Acta Orientalia (Copenhagen) 60, 1999, pp. 113–25.
- “Zariadre et Zoroastre,” in F. Vahman and C. V. Pedersen, eds. , Religious Texts in Iranian Languages. Symposium held in Copenhagen, May 2002, Copenhagen, 2007, pp. 125–33.
- “K voprosu o proiskhozhdenii pavlikianstva” (To the question of origin of the Paulician movement), Pis’mennye pamyatniki Vostoka, 15/2, 2011, pp. 67–69.